# Nueva Zelanda en la Copa Mundial de Rugby

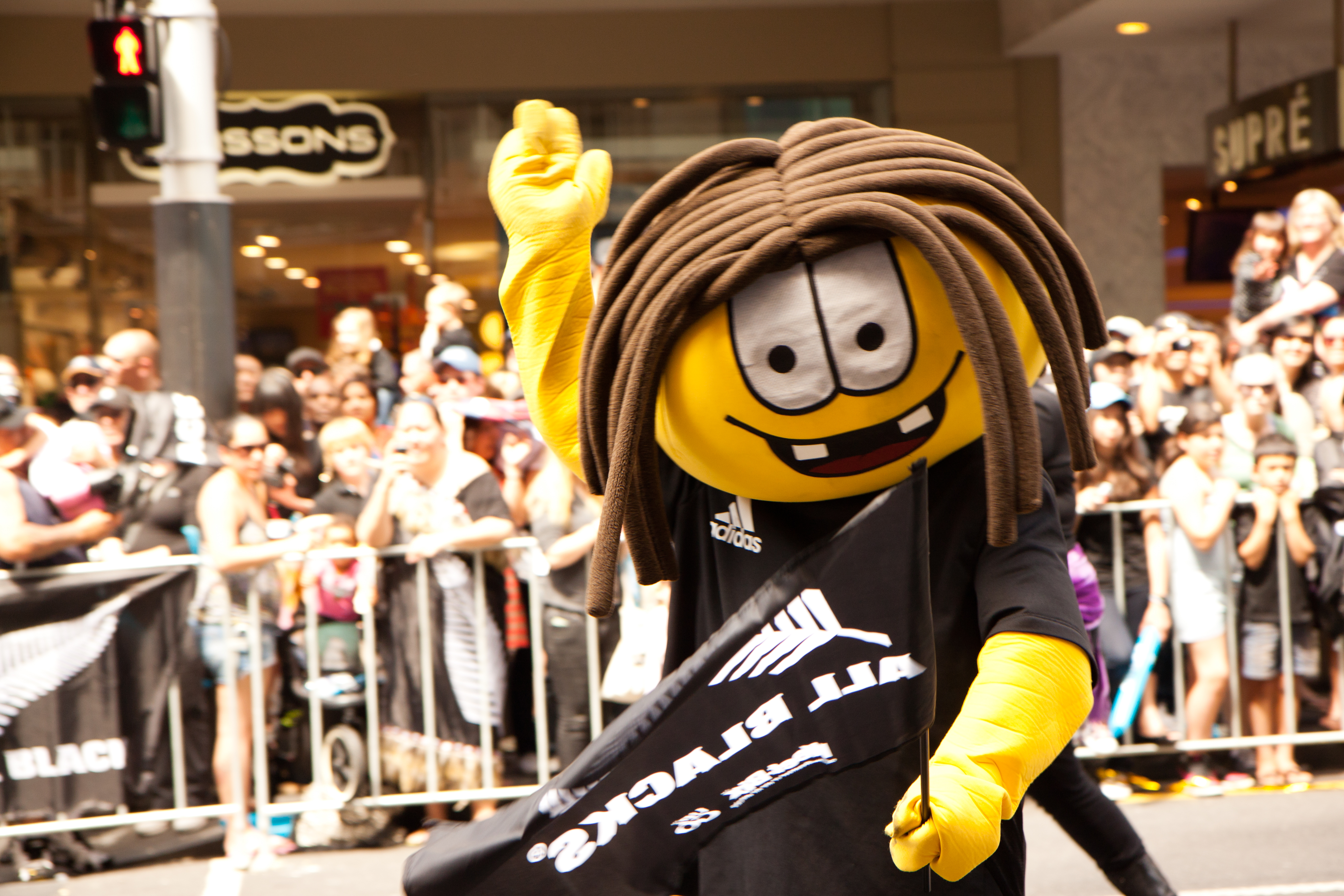
Desfile por las calles de Auckland tras la consagración como campeones del Mundo en 2011.

La Selección de rugby de Nueva Zelanda participó en todas las ediciones de la Copa del Mundo de Rugby. Clasificando automáticamente a todos los torneos al alcanzar los cuartos de final en la anterior copa mundial, además organizó las ediciones de Nueva Zelanda 1987 y Nueva Zelanda 2011.
Los All Blacks consiguieron su mejor resultado al consagrarse campeones en 1987, 2011 e Inglaterra 2015, también obtuvieron el subcampeonato en Sudáfrica 1995.

## Nueva Zelanda 1987

#### Cuartos de final
| 6 de junio de 1987, | Nueva Zelanda                                      | 30 – 3 | Escocia       | Lancaster Park, Christchurch,       |                                     |
|                     | Tries: Whetton Gallagher Con: Fox (2) Pen: Fox (6) |        | Pen: Hastings | Árbitro(s): David Burnett (Irlanda) | Árbitro(s): David Burnett (Irlanda) |

#### Semifinales
| 14 de junio de 1987, | Nueva Zelanda                                                                            | 49 – 6  | Gales                       | Ballymore, Brisbane,                                                     |                                                                          |
|                      | Tries: Kirwan (2) Shelford (2) Drake Whetton Stanley Brooke-Cowden Con: Fox (7) Pen: Fox | Reporte | Try: Devereux Con: Thorburn | Asistencia: 22,576 espectadores Árbitro(s): Kerry Fitzgerald (Australia) | Asistencia: 22,576 espectadores Árbitro(s): Kerry Fitzgerald (Australia) |

#### Final
| 20 de junio de 1987, | Nueva Zelanda                                            | 29 – 9  | Francia                                          | Eden Park, Auckland,                                                     |                                                                          |
|                      | Tries: Jones Kirk Kirwan Con: Fox Pen: Fox (4) Drop: Fox | Reporte | Try: Berbizier Con: Camberabero Pen: Camberabero | Asistencia: 48,035 espectadores Árbitro(s): Kerry Fitzgerald (Australia) | Asistencia: 48,035 espectadores Árbitro(s): Kerry Fitzgerald (Australia) |

## Inglaterra 1991

### Grupo A
| Equipo         | Gan. | Emp. | Per. | A favor | En contra | Puntos |
| -------------- | ---- | ---- | ---- | ------- | --------- | ------ |
| Nueva Zelanda  | 3    | 0    | 0    | 95      | 39        | 9      |
| Inglaterra     | 2    | 0    | 1    | 85      | 33        | 7      |
| Italia         | 1    | 0    | 2    | 57      | 76        | 5      |
| Estados Unidos | 0    | 0    | 3    | 24      | 113       | 3      |

## Sudáfrica 1995

### Plantel
Entrenador: Laurie Mains
Forwards
1. Zinzan Brooke
2. Kevin Schuler
3. Mike Brewer
4. Jamie Joseph
5. Paul Henderson
6. Josh Kronfeld
7. Blair Larsen
8. Ian Jones
9. Robin Brooke
10. Craig Dowd
11. Olo Brown
12. Richard Loe
13. Sean Fitzpatrick (C)
14. Norm Hewitt

Backs
1. Glen Osborne
2. Eric Rush
3. Jeff Wilson
4. Marc Ellis
5. Jonah Lomu
6. Frank Bunce
7. Walter Little
8. Alama Ieremia
9. Andrew Mehrtens
10. Simon Culhane
11. Ant Strachan
12. Graeme Bachop

### Participación

#### Grupo C
| Equipo        | Gan. | Emp. | Perd. | A favor | En contra | Puntos |
| ------------- | ---- | ---- | ----- | ------- | --------- | ------ |
| Nueva Zelanda | 3    | 0    | 0     | 225     | 45        | 9      |
| Irlanda       | 2    | 0    | 1     | 93      | 94        | 7      |
| Gales         | 1    | 0    | 2     | 89      | 68        | 5      |
| Japón         | 0    | 0    | 3     | 55      | 252       | 3      |

#### Cuartos de final
| 11 de junio de 1995, | Local | vs. | Visita |  |  |

#### Semifinales
| 18 de junio de 1995, | Local | vs.     | Visita |  |  |
|                      |       | Reporte |        |  |  |

#### Final
| 24 de junio de 1995, | Local | vs. | Visita |  |  |

## Gales 1999

### Plantel
Entrenador: John Hart
1. Craig Dowd
2. Anton Oliver
3. Greg Feek
4. Robin Brooke
5. Norm Maxwell
6. Andrew Blowers
7. Josh Kronfeld
8. Taine Randell (C)
9. Justin Marshall
10. Andrew Mehrtens
11. Jonah Lomu
12. Alama Ieremia
13. Christian Cullen
14. Tana Umaga
15. Jeff Wilson
16. Daryl Gibson
17. Tony Brown
18. Byron Kelleher
19. Mark Hammett
20. Carl Hoeft
21. Ian Jones
22. Dylan Mika
23. Rhys Duggan
24. Glen Osborne
25. Pita Alatini
26. Carlos Spencer
27. Kees Meeuws
28. Reuben Thorne
29. Royce Willis
30. Scott Robertson

### Participación

#### Grupo B
| Equipo        | Gan. | Emp. | Per. | A favor | En contra | Puntos |
| ------------- | ---- | ---- | ---- | ------- | --------- | ------ |
| Nueva Zelanda | 3    | 0    | 0    | 176     | 28        | 6      |
| Inglaterra    | 2    | 0    | 1    | 184     | 47        | 4      |
| Tonga         | 1    | 0    | 2    | 48      | 171       | 2      |
| Italia        | 0    | 0    | 3    | 35      | 196       | 0      |

#### Cuartos de final
|  | Local | vs.     | Visita |  |  |
|  |       | Reporte |        |  |  |

#### Semifinales
|  | Local | vs.     | Visita |  |  |
|  |       | Reporte |        |  |  |

#### Tercer y cuarto puesto
|  | Local | vs.     | Visita |  |  |
|  |       | Reporte |        |  |  |

## Australia 2003

### Plantel
Entrenador: John Mitchell
1. Ben Blair
2. Leon MacDonald
3. Mils Muliaina
4. Daniel Carter
5. Ma'a Nonu
6. Tana Umaga
7. Doug Howlett
8. Caleb Ralph
9. Joe Rokocoko
10. Aaron Mauger
11. Carlos Spencer
12. Steve Devine
13. Byron Kelleher
14. Justin Marshall
15. Dave Hewett
16. Carl Hoeft
17. Kees Meeuws
18. Greg Somerville
19. Corey Flynn
20. Mark Hammett
21. Keven Mealamu
22. Chris Jack
23. Brad Thorn
24. Ali Williams
25. Daniel Braid
26. Marty Holah
27. Richie McCaw
28. Reuben Thorne
29. Jerry Collins
30. Rodney So'oialo

### Participación

#### Grupo D
| Equipo        | Gan. | Emp. | Per. | A favor | En contra | Extra | Puntos |
| ------------- | ---- | ---- | ---- | ------- | --------- | ----- | ------ |
| Nueva Zelanda | 4    | 0    | 0    | 282     | 57        | 4     | 20     |
| Gales         | 3    | 0    | 1    | 132     | 98        | 2     | 14     |
| Italia        | 2    | 0    | 2    | 77      | 123       | 0     | 8      |
| Canadá        | 1    | 0    | 3    | 54      | 135       | 1     | 5      |
| Tonga         | 0    | 0    | 4    | 46      | 178       | 1     | 1      |

#### Cuartos de final
| 8 de noviembre | Local | vs. | Visita |  |  |

#### Semifinales
| 15 de noviembre | Local | vs. | Visita |  |  |

#### Tercer y cuarto puesto
| 20 de noviembre | Local | vs. | Visita |  |  |

## Francia 2007

### Plantel
Entrenador: Graham Henry

### Participación

#### Grupo C
| Posición | Equipo        | Partidos | Partidos | Partidos  | Partidos | Tantos  | Tantos    | Tantos     | Puntos bonus | Puntos |
| Posición | Equipo        | jugados  | ganados  | empatados | perdidos | a favor | en contra | diferencia | Puntos bonus | Puntos |
| -------- | ------------- | -------- | -------- | --------- | -------- | ------- | --------- | ---------- | ------------ | ------ |
| 1        | Nueva Zelanda | 4        | 4        | 0         | 0        | 309     | 35        | +274       | 4            | 20     |
| 2        | Escocia       | 4        | 3        | 0         | 1        | 116     | 66        | +50        | 2            | 14     |
| 3        | Italia        | 4        | 2        | 0         | 2        | 85      | 117       | -32        | 1            | 9      |
| 4        | Rumania       | 4        | 1        | 0         | 3        | 40      | 161       | -121       | 1            | 5      |
| 5        | Portugal      | 4        | 0        | 0         | 4        | 38      | 209       | -171       | 1            | 1      |

#### Cuartos de final
| 6 de octubre de 2007, 21:00 | Nueva Zelanda                                                                      | 18 - 20 | Francia                                                                                              | Millennium Stadium, Cardiff                                           |                                                                       |
|                             | Tries: McAlister 17' c So'oialo 63' m Con: Carter (1/1) Pen: Carter (2/2) 14', 31' | Reporte | Tries: Dusautoir 54' c Jauzion 69' c Con: Beauxis (1/1) Élissalde (1/1) Pen: Beauxis (2/3) 40+', 46' | Asistencia: 74.123 espectadores Árbitro(s): Wayne Barnes (Inglaterra) | Asistencia: 74.123 espectadores Árbitro(s): Wayne Barnes (Inglaterra) |

## Nueva Zelanda 2011

### Plantel
Entrenador: Graham Henry

### Grupo A
| Posición | Selección     | Partidos | Partidos | Partidos  | Partidos | Tries a favor | Tantos  | Tantos    | Tantos     | Puntos extra | Puntos |
| Posición | Selección     | jugados  | ganados  | empatados | perdidos | Tries a favor | a favor | en contra | diferencia | Puntos extra | Puntos |
| -------- | ------------- | -------- | -------- | --------- | -------- | ------------- | ------- | --------- | ---------- | ------------ | ------ |
| 1        | Nueva Zelanda | 4        | 4        | 0         | 0        | 36            | 240     | 49        | +191       | 4            | 20     |
| 2        | Francia       | 4        | 2        | 0         | 2        | 13            | 124     | 96        | +28        | 3            | 11     |
| 3        | Tonga         | 4        | 2        | 0         | 2        | 7             | 80      | 98        | −18        | 1            | 9      |
| 4        | Canadá        | 4        | 1        | 1         | 2        | 9             | 82      | 168       | −86        | 0            | 6      |
| 5        | Japón         | 4        | 0        | 1         | 3        | 8             | 69      | 184       | −115       | 0            | 2      |

#### Cuartos de final
|  | Local | vs. | Visita |  |  |

#### Semifinales
|  | Local | vs. | Visita |  |  |

#### Final
|  | Local | vs. | Visita |  |  |

## Inglaterra 2015

### Plantel
Entrenador: Steve Hansen

### Participación

#### Grupo C
| Posición | Selección     | Partidos | Partidos | Partidos  | Partidos | Tries a favor | Tantos  | Tantos    | Tantos     | Puntos extra | Puntos |
| Posición | Selección     | jugados  | ganados  | empatados | perdidos | Tries a favor | a favor | en contra | diferencia | Puntos extra | Puntos |
| -------- | ------------- | -------- | -------- | --------- | -------- | ------------- | ------- | --------- | ---------- | ------------ | ------ |
| 1        | Nueva Zelanda | 4        | 4        | 0         | 0        | 25            | 174     | 49        | 125        | 3            | 19     |
| 2        | Argentina     | 4        | 3        | 0         | 1        | 22            | 179     | 70        | 109        | 3            | 15     |
| 3        | Georgia       | 4        | 2        | 0         | 2        | 5             | 53      | 123       | -70        | 0            | 8      |
| 4        | Tonga         | 4        | 1        | 0         | 3        | 8             | 70      | 130       | -60        | 2            | 6      |
| 5        | Namibia       | 4        | 0        | 0         | 4        | 8             | 70      | 174       | -104       | 1            | 1      |

#### Cuartos de final
|  | Local | vs. | Visita |  |  |

#### Semifinales
|  | Local | vs. | Visita |  |  |

#### Final
|  | Local | vs. | Visita |  |  |

## Japón 2019
Clasificada.